# 국악방송
국악방송(國樂放送, 영어: Gugak Broadcasting Foundation)은 대한민국 전통 및 창작 국악 보급 교육과 국악의 대중화를 위하여 2000년 2월 14일에 설립된 문화체육관광부 소관의 재단법인으로 대한민국의 국악 전문 공영 방송국이다. 2000년 12월에 국립국악원의 주도로 대한민국의 전통음악인 국악만을 전문으로 취급하는, 세계에서도 유례가 없는 독특한 라디오 방송국으로 개국하였다. 본래 서초구 서초동 국립국악원 내에 있었으나, 국립국악원 건물의 노후화 등으로 2007년 2월 4일에 마포구 상암동으로 이전하였다. 광주와 대전에 라디오 방송국을 차례로 확장하였고 2019년 12월 17일에 TV방송국을 개국하였다.

## 방송국 개요
Gugak FM
- 위치: (03925) 서울특별시 마포구 월드컵북로54길 12(상암동) DMS빌딩 7,10, 11,12층
- 개국: 2001년 3월 2일 (2000년 1월 11일 허가[1])
- 방송권역
  - 일원: 서울, 부천, 광명, 안양, 군포, 의왕, 성남, 과천, 구리, 하남
  - 일부: 인천, 시흥, 수원, 안산, 의정부, 남양주, 고양, 파주, 용인, 김포, 광주시, 양주

Gugak TV
- 위치: (03925) 서울특별시 마포구 월드컵북로54길 12(상암동) DMS빌딩 7,10, 11,12층
- 개국: 2019년 12월 17일 (2000년 1월 11일 허가[2])
- 방송권역
  - 일원: 서울, 부천, 광명, 안양, 군포, 의왕, 성남, 과천, 구리, 하남
  - 일부: 인천, 시흥, 수원, 안산, 의정부, 남양주, 고양, 파주, 용인, 김포, 광주시, 양주

남원국악방송
- 위치: (55795) 전북특별자치도 남원시 양림길 54, 국립민속국악원 내
- 개국: 2001년 6월 1일
- 방송권역
  - 일원: 전북 남원
  - 일부: 임실, 순창, 곡성, 구례

남도국악방송
- 위치: (58944) 전라남도 진도군 임회면 진도대로 3818, 국립남도국악원 내
- 개국: 2006년 7월 6일
- 방송권역
  - 일부: 진도, 해남, 신안, 강진

경주국악방송
- 위치: (38089) 경상북도 경주시 알천북로 1 경주예술의전당 내
- 개국: 2010년 4월 7일
- 방송권역
  - 일부: 포항, 경주

전주국악방송
- 위치: (55041) 전북특별자치도 전주시 완산구 한지길 64 전주한옥마을 내
- 개국: 2011년 10월 27일
- 방송권역
  - 일원: 전주, 익산
  - 일부: 김제, 군산, 완주

부산국악방송
- 위치: (47130) 부산광역시 부산진구 국악로 2 국립부산국악원 내
- 개국: 2011년 11월 8일
- 방송권역
  - 일원: 부산광역시

강릉국악방송
- 개국: 2012년 12월 14일
- 방송권역
  - 일부: 강릉, 동해

대구국악방송
- 위치: (42188) 대구광역시 수성구 무학로 180 수성아트피아 내
- 개국: 2012년 12월 30일
- 방송권역
  - 일원: 대구광역시
  - 일부: 경산, 영천, 칠곡, 성주, 고령

광주국악방송
- 위치: (61637) 광주광역시 남구 중앙로 87  광주방송 8층
- 개국: 2014년 3월 26일
- 방송권역
  - 일원: 광주광역시
  - 일부: 나주, 담양

제주국악방송
- 위치: (63309)제주특별자치도 제주시 첨단로 213-4 제주첨단단지 엘리트빌딩 502-2호
- 개국: 2015년 12월 29일
- 방송권역
  - 일부: 제주시 / 서귀포시

서귀포국악방송
- 위치: (63309)제주특별자치도 제주시 첨단로 213-4 제주첨단단지 엘리트빌딩 502-2호
- 개국: 2015년 12월 29일
- 방송권역
  - 일부: 서귀포시

대전국악방송
- 위치: (34688) 대전광역시 동구 대전로 591 구 TJB 사옥
- 개국: 2017년 7월 14일
- 방송권역
  - 일원: 대전광역시
  - 일부: 충청남도

충주국악방송
- 위치:
- 개국: 2019년 3월 13일
- 방송권역
  - 일원: 충주, 음성

영동국악방송
- 위치:충북 영동군 영동읍 주곡리 산32-3
- 개국: 2019년 3월 13일
- 방송권역
  - 일원: 영동, 옥천

제천국악방송
- 위치:충북 제천시
- 개국: 2024년 10월 21일
- 방송권역
  - 일원: 제천, 단양

청주국악방송
- 위치:충북 청주시
- 개국: 2025년 11월
- 방송권역
  - 일원: 청주, 증평, 진천, 세종

자세한 링크 https://www.igbf.kr/gugak_web/?sub_num=904

## 주요 사업
- 국악방송 프로그램 제작 및 운영사업
- 한국전통문화예술의 보급과 진흥을 위한 각종 사업
- 지역문화 활성화를 위한 각종 사업
- 국내외 국악프로그램 및 한국전통문화예술의 교류 및 지원 사업
- 국악의 창작, 교육, 연구 및 대중화를 위한 각종 사업
- 국악공연, 음반 등의 제작, 보급, 홍보사업
- 기타 법인의 목적 달성에 필요한 부대사업국악방송사업

## 연혁

### 1990년대
- 1997. 10. 기본자료 수집
- 1998 04.03 국악FM방송국 설립 기본계획 수립
- 1998 04.17 98년도 대통령 업무보고시 설립계획 보고 [국민의 정부 새문화정책 사업]으로 선정

### 2000년대
- 2000 01.07 무선설비 공동사용 승인(체신청)
- 2000 01.11 국악FM방송국 설립허가(정보통신부)
- 2000 02.14 재단법인 국악방송 설립
- 2000 04.04 서울지역 무선국 허가
- 2000 06.08 남원국악FM중계소 설립허가(전북 체신청)
- 2000 07.10 남원국악FM중계소 무선국(고정국) 설립 허가
- 2000 12.21 [국악FM방송국 개국과 운영방안] 공청회 개최
- 2000 12.27 방송장비 설치 완료
- 2001 01.27 서울·경기지역 시험방송
- 2001 02.23 방송국 준공검사 완료
- 2001 03.02 서울·경기 지역 개국(방송시간 21시간/본방송 14시간, 재방송 7시간)
- 2001 04.02 제1차 프로그램 부분개편/인터넷 방송 실시(방송시간 22시간)
- 2001 05.01 남원지역 시험방송
- 2001 06.01 남원국악FM중계소 개국
- 2001 07.02 제2차 프로그램 부분개편
- 2001 09.01 크레지오닷컴과 국악FM 인터넷 방송 공동 실시
- 2001 10.08 제3차 프로그램 부분 개편
- 2001 11.17 공개음악회 “소리꾼 김용우의 노래가 좋다” (한빛은행 본점 대강당)
- 2001 12.02 2001 국악동요부르기대회 기장원전 (국립국악원 우면당)
- 2002 04.01 2002 프로그램 봄 개편(본방송 19시간, 재방송 3시간)
- 2002 04.21 공개음악회 “가가호호(歌歌好好) 노래가 좋다” (현대자동차 아트홀) 2001
- 2002 09.21 공개음악회 “2002 추석특집 달하 온누리 비치오시라” (서울랜드)
- 2002 10.19 공개음악회 “청소년을 위한 시와 음악의 만남 - 이 가을의 사랑노래” (국립국악원 별맞이터)
- 2002 11.17 2002 동계 프로그램 개편(본방송 20시간, 재방송 2시간)
- 2002 12.02 2002 국악동요부르기대회 기장원전 (국립국악원 우면당)
- 2003 04.12 공개음악회 “휴일오후의 소리공감”(국립국악원 공동주최)
- 2003 04.19 공개음악회 “퓨전콘서트 가가호호 노래가 좋다, 2003” (현대자동차 아트홀)
- 2003 04.21 2003 프로그램 봄 개편
- 2003 05.31 남원중계소 개국 2주년 기념 공개방송 "수릿날, 남원골 경사났네!" (국립민속국악원 공연장)
- 2003 10.10 2003 프로그램 가을 개편 공개음악회 “청소년을 위한 시와 음악의 만남 - 이 가을의 사랑노래” (국립국악원 별맞이터)
- 2003 11.03 2003 국악동요부르기대회 기장원전 (한국문화의 집 KOUS)
- 2003 12.14 공개음악회 “2003 창작음악회 -그대가 그리는 민요”(중앙대)
- 2004 04.12 2004 프로그램 봄 개편
- 2004 09.04 공개음악회 “2004 창작음악회 -그 숲에 하루”(국립현대미술관 대강당)
- 2004 09.06 2004 프로그램 가을 개편
- 2004 10.02 공개음악회 “청소년을 위한 시와 음악의 만남 - 이 가을의 사랑노래” (국립국악원 별맞이터)
- 2005 03.08 방송위, 이달의 좋은프로그램상 수상(기획특집 드라마 "광대의 사랑")
- 2005 03.28 국악방송 2005 봄 프로그램 조정
- 2005 05.06 특별생중계 "제32회 춘향국악대전" <사랑한다면 남원으로 오세요!> (남원시 광한루원 완월정 특설무대)
- 2005 05.11 방송위, 이달의 좋은 프로그램상 수상 (다큐멘터리 "아리랑의 재발견")
- 2005 05.15 공개음악회 2005 신나는 우리동요세상 (국립국악원 우면당)
- 2005 06.07 독도문화연대 창립기념공연 "독도! 문화로 지킨다" (국립국악원 별맞이터)
- 2005 06.17~19 2005 대한민국 국악교육박람회 참가 및 공개방송 “국악이 좋아요 - 민요가 좋 아요” (양재동 aT center 3층 제2전시관)
- 2005 07.17 공개음악회 2005 신나는 우리동요세상 (국립국악원 우면당)
- 2005 08.15 광복60주년기념 특별기획 "민족의 노래 동심의 노래-전래동요"
- 2005 08.17 특별생중계 "제29회 전국가곡가사시조경창대회" (서울 중구청 구민회관 대강당)
- 2005 08.20~27 공개음악회 2005 신나는 우리동요세상 (국립국악원 우면당) 서울시 공동주최 2005 국악마당 “한 여름밤의 국악공연” (뚝섬 서울숲)
- 2005 08.21 2005 프로그램 가을 개편
- 2005 09.05 특별생중계 <2005 국악축전 창작국악경연대회> (서울 퍼포밍아트홀)
- 2005 09.10 공개음악회 2005 신나는 우리동요세상 (국립국악원 우면당)
- 2005 09.15~16 (국립국악고등학교 개교 50주년 기념 특집단편드라마: 바람과 나무의 노래) 특별중계 <제8회 보성소리축제> (전남 보성)
- 2005 10.25 한국방송프로듀서연합회, 제68회 이달의 PD상 수상 (전남 보성)
- 2005 12.11 2005 국악방송 송년음악회 “요소요소” (국립국악원 예악당)
- 2005 12.18 공개음악회 2005 신나는 우리동요세상 (국립국악원 우면당)
- 2006 03.02 개국 5주년 기념 공개음악회 "열정“ (국립국악원 예악당)
- 2006 03.10 2005방송위원회 대상 우수프로그램 부문 최우수상 수상 (광복60주년 기획 특집 다큐멘터리: 아리랑의 재발견)
- 2006 04.03 2006 프로그램 봄 개편
- 2006 05.02 한국방송프로듀서연합회, 제73회 이 달의 PD상 라디오부문 수상 (프로그램: 김민수의 문화사랑방)
- 2006 05.06 제33회 춘향국악대전 특별 생중계 (남원춘향문화예술회관)
- 2006 05.09~10 2006 어린이 음악회 “신나는 우리동요세상” (과천 서울랜드) 제32회 전주대사습놀이 특별 생중계 (전주화산체육관)
- 2006 05.13 남도국악방송 시험방송 실시(FM 94.7㎒)
- 2006 05.29 특집 “남원, 깊은 소리로 만나다” (남원춘향문화예술회관)
- 2006 06.01 남원중계소 개국5주년 특집 공개방송 <이 땅의 오늘음악, 윤중강입니다>
- 2006 06.10 독도사랑 독도수호 국민 참여 문화축제 “독도야! 사랑해!” (독립기념관)
- 2006 07.06 남도국악방송 개국식 (FM 94.7㎒) 및 기념공연 “남도의 바람” (국립남도국악원 진악당)
- 2006 07.08 2006 어린이 음악회 “신나는 우리동요세상” (국립국악원 별맞이터)
- 2006 07.10 국악방송 전국화를 위한 토론회 (국회의원회관 1층 소회의실)
- 2006 07.29 ~ 08.05 서울시 공동주최 2006국악마당 "한밤의 국악공연" (뚝섬 서울숲)
- 2006 08.08,14,16 국악방송 가족음악회 “꾸러기 세중굿” (국립국악원 우면당)
- 2006 08.12 2006 어린이 음악회 “신나는 우리동요세상” (운현궁 특설무대)
- 2006 08.22 특별생중계 "제29회 전국가곡가사시조경창대회" (서울 중구청 구민회관 대강당)
- 2006 08.25~26 특별생중계 “제39회 난계국악축제” (충청북도 영동 군민운동장 특설무대(25일), 난계국악당(26일))
- 2006 10.13 인천-중국의 날 문화축제 경축공연 (인천 중부경찰서 앞 특설무대)
- 2006 10.14 신나는 우리동요세상 (국립국악원 우면당)
- 2006 10.21~22 나라 난장 -시월 상달 풍류 한마당 (서울 올림픽공원내 88잔디마당)
- 2006 10.27 2006 파주 북시티 페스티벌 개막공연 “나무에..달” (파주출판도시 아시아출판문화정보센터 이벤트홀)
- 2006 12.02 신나는 우리동요세상 (국립국악원 우면당)
- 2006 12.16 국악방송과 KBS목포방송국이 함께 하는 송년음악회 “목포가족 한마당” (목포 KBS스포츠홀)
- 2006 12.29 국악방송 새해맞이 공개음악회 “이금희의 음악편지가 전하는 겨울이야기” (백석 아트홀)/p>
- 2007 02.03 세중굿 노래자랑 예선 (상암동 DMS건물 다목적홀)
- 2007 02.03~04 국악방송 사옥 이전 (상암동 DMS건물 10~11층)
- 2007 02.07 음악포털사이트 벅스, 미주 한인방송 라디오코리아 업무협약 체결
- 2007 02.10~11 세중굿 노래자랑 본선 (상암동 DMS건물 다목적홀)
- 2007 02.26 제3대 이사장 취임 (이사장: 윤미용)
- 2007 03.02 개국6주년 및 사옥이전 기념식 (상암동 DMS건물 다목적홀)
- 2007 04.02 2007 프로그램 봄 개편
- 2007 04.28 이금희의 음악편지가 전하는 공개음악회 ‘사랑할까요?’ (KT아트홀)
- 2007 05.03 신나는 음악여행 ‘우가차차’ (삼성리움미술관 내 아동교육문화센터)
- 2007 05.19 이금희의 음악편지가 전하는 공개음악회 ‘사랑할까요?’ (KT아트홀)
- 2007 06.16 이금희의 음악편지가 전하는 공개음악회 ‘사랑할까요?’ (KT아트홀)
- 2007 07.07 2007.05~06 남도국악방송 개국1주년 기념 ‘국악이 좋아요’ 특집공개방송 (진도향토문화회관 대극장)
- 2007 07.21 이금희의 음악편지가 전하는 공개음악회 ‘사랑할까요?’ (KT아트홀)
- 2007 08.02 국악방송 공개음악회 <쉼을 위한 국악“솔바람 물소리”> (강동구민회관)
- 2007 08.08,14,16 국악방송 가족음악회 “꾸러기 세중굿” (국립국악원 우면당)
- 2007 08.18 이금희의 음악편지가 전하는 공개음악회 ‘사랑할까요?’ <행복한유혹, 마술같은 사랑!>(KT아트홀) 21C한국음악 프로젝트(국립국악원 예약당)
- 2007 09.12 국악방송 KT아트홀 공개음악회 <윤중강의 이오공감 '4차원의 삼색도'> (KT아트 홀)
- 2007 09.25 한가위 국악 한마당 (서울광장)
- 2007 10.14 2007년 나라음악큰잔치 ‘아름다운 아시안’ <이주노동자들을 위한 음악회 - 태국 편> (안산문화예술의 전당)
- 2007 10.20 국악방송 KT아트홀 공개음악회 <윤중강의 이오공감 '현 위의 가을'> (KT아트 홀)
- 2007 10.20~21 한국외신기자클럽 대상 한국문화체험<2007 화엄제 참관 및 템플스테이>(화엄사)
- 2007 11.03~04 한국외신기자클럽 대상 한국문화체험<남도문화체험> (국립남도국악원)
- 2007 11.04 2007년 나라음악큰잔치 ‘아름다운 아시안’ <이주노동자들을 위한 음악회 - 필리핀 편> (안산문화예술의 전당)
- 2007 11.08~09 제12회 농업인의 날 기념 ‘2007전국 농업인 풍물경연대회’ (부천실내체육관/ 올림픽공원 컨벤션센터 앞)
- 2007 11.10 2007 나라음악큰잔치와 국악방송이 함께 하는 박물관 음악회 ‘오래된 정원’ (국립전주박물관 강당)
- 2007 11.16~18 월드뮤직필름페스티벌 공연감상회 (아트선재센터)
- 2007 11.17 국악방송 KT아트홀 공개음악회 <윤중강의 이오공감 ‘찬란한 슬픔’> (KT아트홀)
- 2007 11.18 2007년 나라음악큰잔치 ‘아름다운 아시안’ <이주노동자들을 위한 음악회 - 베트남 편> (의정부 예술의 전당)
- 2007 11.24 2007 나라음악큰잔치와 국악방송이 함께 하는 박물관 음악회 ‘오래된 정원’ (국립김해박물관 강당)
- 2007 11.25 2007년 나라음악큰잔치 ‘아름다운 아시안’ <이주노동자들을 위한 음악회 - 중국 편> (구로구민회관)
- 2007 12.01~02 ‘세.중.굿 노래자랑’ 공개방송 (한국 문화의 집 KOUS)
- 2007 12.02 2007년 나라음악큰잔치 ‘아름다운 아시안’ <이주노동자들을 위한 음악회 - 인도네시아 편> (안산문화예술의 전당)
- 2008 04.21 프로그램 봄 개편
- 2008 04.26~30 21세기 한국음악프로젝트 미국 뉴욕, 하트포트 공연 및 워크샵
- 2008 05.07~09 대한민국 대표예술공연 코리아 “당신이 그립습니다”(국립국악원 예악당)
- 2008 07.04 남도중계소 개소2주년 기념 <우면골 상사디야>특집 공개방송 "진도골, 날 좀 보소" (진도 향토문화회관 대공연장)
- 2008 08.16~17 서울시 공동주최 2008국악마당 "한밤의 국악공연" (뚝섬 서울숲)
- 2008 09.11 2008 국악창작곡 개발 (국립국악원 예악당)
- 2008 09.20~21 21세기 한국음악프로젝트 중국 항주, 이우 공연
- 2008 09.22 프로그램 가을 개편
- 2008 10.26 21세기 한국음악프로젝트 스페인 마드리드 및 안도라공국 공연
- 2008 11.02~11.10 2008 전국 농업인 풍물경연대회(수원 화성 내 연무대)
- 2008 11.12 방송통신심의위원회 선정 "이 달의 좋은 프로그램상" 수상(우면골 상사디야)
- 2008 11.24 홈페이지 부분 개편 및 인터넷TV, 실시간 보이는 라디오 확대 실시
- 2008 12.06~07 겨울국악마당 [24時 논스톱콘서트] 24시간 인터넷생중계(서울남산국악당)
- 2008 12.18 전통예술 진흥을 위한 정책토론회 생중계(국회도서관 강당)
- 2008 12.27 2008 송년음악회 "가족"(문화콘텐츠센터 콘텐츠홀)
- 2009 03.24 봄개편
- 2009 04.03~12 21C 한국음악프로젝트 미국공연
- 2009 05.23 2009 서울국악축제 봄 국악마당 <서울숲 가족마당>
- 2009 06.24 21C 한국음악프로젝트 2차 예선 <한국예술종합학교 예술극장(석관동)>
- 2009 08.16 국악방송 어린이 음악극 "별난이야기" <국립국악원 우면당>
- 2009 08.29 한 여름 밤의 국악공연 <어린이대공원 숲속의 무대>
- 2009 09.01 21C 한국음악프로젝트 대회 <국립국악원 예악당>
- 2009 09.14 행복한문학 1주년 공개방송 "시와 노래의 만남" <아트홀 봄>
- 2009 10.13 PAMS Night <북촌한옥마을 (무무헌)>
- 2009 10.10 국악방송과 함께하는 천원의 행복 <서울열린극장 창동>
- 2009 10.16 감성마을로 떠나는 버스 "행락行樂" <강원도 화천 감성마을>
- 2009 10.19~20 뉴욕산조축제 <뉴욕 맨해튼 뉴욕시립대학교>
- 2009 10.24 ~ 11.03 "한국음악의 오늘 그리고" <프랑스 파리 및 영국 런던, 노팅험>
- 2009 11.10 전국농업인 풍물경연대회 <수원만석공원>
- 2009 11.25 고양아람누리 새라새극장 <행복한 문학> 문학! 겨울을 노래하다 공개방송
- 2009 12.05~06 겨울 국악마당 "남산골에 도깨비가 떴다." <남산국악당>
- 2009 12.16 국악방송 송년음악회 "마음" <중앙대학교 아트센터>

### 2010년대
- 2010 01.29 공공기관으로 지정
- 2010 01.31 [한승호] 명창 추모 특집방송
- 2010 02.01~03 만당 이혜구 별세 추모 특집방송
- 2010 02.14 차 없는 광화문 광장 '2010 설날 한마당' (광화문 광장, 세종문화회관 야외특설무대)
- 2010 02.26 박준영 국악방송 사장 취임
- 2010 04.07 경주국악방송 개국 및 본방송 실시
- 2010 04.14 2010년 봄 프로그램 개편
- 2010 05.25 21C 한국음악 프로젝트 1차 예선
- 2010 05.31 국악방송 새 현판 교체
- 2010 06.06 2010 21C 한국음악 프로젝트 - 2차 공개 예선
- 2010 08.13 2010 21C 한국음악 프로젝트 본선 대회(국립국악원 예악당)
- 2010 08.25 찾아가는 국악방송 - 공릉종합사회복지관 공연(공릉종합사회복지관)
- 2010 09.04 찾아가는 국악방송 - 제7회 춘천 민요 페스티벌(춘천국악원 야외무대)
- 2012 * 2010 10.01 스마트폰 어플리케이션 서비스 실시
- 2010 10.07 특집 다큐멘터리 ‘국민별감 박춘재’ 방송통신심의위원회, ‘이달의 좋은 프로그램상’ 수상
- 2010 10.09 가을개편
- 2010 10.23 감성마을로 떠나는 버스 ‘行樂2’ 엽서백일장 (강원도 화천 감성마을)
- 2010 10.28 제2회 뉴욕산조 페스티벌 & 심포지엄 개최 (뉴욕시립대학교 대학원센터)
- 2010 11.06 제15회 농업인의 날 기념 ‘2010 전국농업풍물경연대회’ 개최 (남산한옥마을 내 특설무대)
- 2010 11.11 국악방송 2010 유럽투어 ‘There & Now’ 개최
- 2010 12.17 국악방송 개국 10주년 맞이 송년음악회 ‘동고동락’ 개최 (중앙대학교 아트센터)
- 2010 12.21 특집 부처님 오신날 ‘건달바의 노래’ 제18회 불교언론문화상, 라디오부문 최우수상
- 2010 12.29 홈페이지 ‘웹어워드 코리아 2010 방송미디어 분야 우수상’ 수상
- 2010 12.30 국악방송‘가곡’ 유네스코 인류무형문화유산 등재기념 특집 다큐멘터리 ‘가곡, 태평을 노래하다’ 특집 방송
- 2011 01.01 국악방송 10주년 기념 ‘10년의 땀, 100년의 꿈’ 신년특집 좌담회
- 2011 01.27 영상스튜디오 완공 (DMS 12층)
- 2011 02.16 특집 다큐멘터리 ‘가곡, 태평을 노래하다’ 방송통신심의위원회 ‘이달의 좋은 프로그램상’ 수상
- 2011 03.02 국악방송 개국 10주년 기념 ‘비상, 나래를 펴다’ 공연 개최
- 2011 03.17 봄개편
- 2011 04.17 경주 국악방송 개국 1주년 ‘꿈꾸는 내일로’ 특집 생방송
- 2011 05.07 국악방송 개국 10주년 ‘가정의 달’ 행복한 문학 특집방송 낭독음악극 ‘헬렌켈러 심청’ 방송
- 2011 05.10 2011 부처님 오신 날 특집‘영산재, 그 향기 누리 가득히’방송
- 2011 06.01 남원국악방송 개국 10주년 기념 ‘우면골 상사디야’ 특집 생방송
- 2011 06.04 2011 서울국악페스티벌 ‘단오국악한마당’ 주관 (북서울 꿈의 숲 잔디광장)
- 2011 06.13 제37회 전주대사습놀이 전국대회 생중계 (전주 경기 전 경내)
- 2011 08.15 특집생방송 ‘디아스포라의 아리랑’ 좌담회 실시
- 2011 08.21 국악방송 어린이 음악극 [노래하는 대나무 이야기 - 쉿 비밀이야!] (국립국악원 우면당)
- 2011 09.12 2011 서울국악축제 한가위 국악한마당 (서울광장)
- 2011 09.16 2011 국악창작곡 개발, 21C 한국음악 프로젝트 실시(국립국악원 예악당)
- 2011 09.20 가을개편
- 2011 09.23 꿈꾸는 아리랑 특집 '아리랑의 생태학' 방송통신심의위원회, 이달의 좋은 프로그램상 수상
- 2011 10.12 문화의 날 특집 다큐멘터리‘찬란한 유산, 조선왕실 의궤’특집 방송
- 2011 10.27 전주국악방송 개국
- 2011 11.08 부산국악방송 개국
- 2011 11.21 종묘제례악 유네스코 인류무형문화유산 등재 10주년 기념 특별기획 다큐 ‘하늘과 땅과 사람의 음악, 종묘제례악’
- 2011 12.13 12월 13일 - 2011 부처님 오신날 특집‘영산재, 그 향기 누리 가득히’ 제18회 불교언론문화상, 라디오부문 최우수상
- 2011 12.26 UCC 영상콘텐츠 공모전 시상식
- 2011 12.30 2011 국악방송 개국10주년 기념 송년음악회‘강산’개최(국립국악원 예악당)
- 2011 12.31 할머니의 요술장갑 특집방송
- 2012 01.01 국악방송 신년특집 ‘희망의 소리, 신년을 부탁해!’ 방송
- 2012 01.04 ‘K-POP과 국악사이’ 신년특집 좌담회
- 2012 01.21 국악방송 설특집 설연휴 공연실황중계 해외공연편 '세계를 두드린 우리음악', 국악방송 설특집 다큐멘터리‘경계에 선 사람들’ ,국악방송 설특집 국악은 내친구 ‘새해 복 많이 받으세요~ 뽕!’, 국악방송이 들려주는 우리소리 '소리엮음' 방송, 국악방송 설특집 ‘명인열전’ (명인편), 국악방송 설특집 ‘국악방송이 좋아요’ (제작진편)
- 2012 02.02 국악교가 개발 및 확대방안 연구 결과 발표회
- 2012 02.14 한국PD연합회 이달의 PD상, 2012년 1월 143회 라디오 부문 수상 (2012 설 특집 다큐멘터리 3부작 '경계에 선 사람들)
- 2012 02.27 국악방송 개국11주년 특집 'FM국악당 해외 공연 시리즈 - 한국의 전통, 세계의 울림이 되다
- 2012 03 한국방송통신위원회, 이달의 좋은 프로그램상 수상 2012년 1월 지상파 라디오 부문 수상 <국악은 내친구> 2012 설 특집 '새해 복 많이 받으세요~ 뽕!'
- 2012 03.01 국악방송 개국11주년 특집 올밴과 함께하는 ‘수상한 국악매뉴얼- 달인잡는 임기응변’방송
- 2012 03.01~02 국악방송 개국11주년 특집 ‘김용우의 행복하 하루 - You랑 아리랑’
- 2012 03.12 봄개편
- 2012 04.01 국악방송 제 1회 참국사 모임 '참국사와 함께하는 고궁산책' 실시 (덕수궁답사)
- 2012 04.04  특집 좌담회 '문화재, 시대를 뛰어넘다' 방송
- 2012 04.07~08 경주 국악방송 개국 2주년 기념 특집 ‘생방송 얼쑤991’ 방송
- 2012 04.17 국악방송과 명필름이 함께하는 영화 ‘두레소리’ 시사회 개최 (명동 롯데시네마)
- 2012 04.28 제 39회 춘향국악대전 판소리 명창부 본선대회 방송: 4월 30일
- 2012 05.05 어린이날 특집 <국악은 내친구> '빛나라! 샛별명창!' 방송
- 2012 05.15 스승의날 기념 '2012 희망 카네이션 대지의 꽃' 공연 (서울 남산국악당)
- 2012 05.28 석가탄신일 특집 ‘천년소리 풍경’ 방송
- 2012 06.06 특집 좌담회 국악 전공자의 진로 다양화를 위한 특집좌담회 '길을 묻다' 방송
- 2012 06.11 제38회 전주대사습놀이 전국대회 본선 생중계
- 2012 07.13 <김용우의 행복한 하루> 부산 국악방송 특별 생방송
- 2012 07.21 2012 여우락 페스티벌 '여우락 콘서트' 인터넷 생중계
- 2012 07.24 팟캐스트 방송 서비스
- 2012 08.03 특집토론회 '창작의 시대, 전통을 말하다' 방송
- 2012 08.04~05 <유자효의 책 읽는 밤> '다산 정약용 탄생 250주년 기념' 특집 방송
- 2012 08.06~10 <창호에 드린 햇살> 여름특집 ‘우리음악과 함께 떠나는 감성치유여행’ 방송
- 2012 08.23 UCC 영상 콘텐츠 공모전 ‘업로드!! 국악 시즌2’ 시상식 및 영상 상영 콘서트 ‘절찬 상영!! 업로드 국악!!’ 개최 (스테이지 팩토리)
- 2012 08.27 ~ 31 <꿈꾸는아리랑> 기획특집 ‘국악세계화, 10인에게 길을 묻다’ 방송
- 2012 08.27 ~ 09.01 <맛있는 라디오991, 은영선입니다> 여름특집 ‘꽃청년과 함께하는 우리음악 속 유행가’ 방송
- 2012 09.03 ~ 07 <김용우의 행복한 하루> 멘토링특집 '소리꾼의 소리꿈' 특집 방송 <깊은밤 깊은소리> 늦여름 특집 ‘산조 밤바다’ 방송
- 2012 09.03 특집 다큐멘터리 ‘경계에 선 사람들’ 제39회 한국방송대상 수상 및 앙코르방송
- 2012 09.13~17 2012 전주세계소리축제 특집 <꿈꾸는 아리랑>, 방송
- 2012 09.14 박경규 방송 본부장 취임
- 2012 09.15 국악은 내친구 추석특집 공개방송 [빛나라! 샛별 명인명창] (전주소리문화관)
- 2012 09.27 21세기 한국음악프로젝트 본선대회 (국립국악원 예악당) 및 인터넷 생중계
- 2012 09.30 2012 국악방송 추석특집 공개방송 민요한마당 ‘나도 명창이다’
- 2012 09.29 ~ 10.01 추석 특집 <국악이 좋아요> ‘아지맨 부산 Style’ 공개 방송
- 2012 10.01 <국악은 내친구> 추석특집 공개방송 '빛나라 샛별명창!' (season2) (전주소리문화관)
- 2012 10.03 국악방송 특별기획 드라마 '국악기 말을 하다, 파리에서 귀환' 방송
- 2012 10.04~12 <김용우의 행복한 하루(얼쑤991)> 제17회 부산국제영화제 특집방송
- 2012 10.05 전주 국악방송 개국 1주년, 전주소리문화관 개관 1주년 기념 기획공연 ‘일세지웅-조통달’ 생중계 (전주소리문화관 놀이마당)
- 2012 10.06 제16회 송만갑 판소리 · 고수대회 생중계 (구례군 실태체육관 특설무대)
- 2012 10.08 가을개편
- 2012 10.12 전주 국악방송 개국 1주년, 전주소리문화관 개관 1주년 기념 기획공연 ‘일세지웅-성창순’ 생중계 (전주소리문화관 놀이마당)
- 2012 10.19 전주 국악방송 개국 1주년, 전주소리문화관 개관 1주년 기념 기획공연 ‘일세지웅-유영애’ 생중계 (전주소리문화관 놀이마당), 전주 국악방송 개국 1주년, 전주소리문화관 개관 1주년 기념기획공연 ‘일세지웅-김수연’ 생중계 (전주소리문화관 놀이마당), 제2회 참국사 모임, 전주 국악방송 개국 1주년 기념 ‘얼쑤! 가을 소풍!!’ 공개방송 (전주소리문화관 대청)
- 2012 10.27 독서의 날 특집 ‘책, 행복으로의 초대’ 방송
- 2012 11.06 동리 신재효 탄생 200주년 특집 드라마 '나무는 오동잎을 떨구고...' 방송
- 2012 11.11 제17회 농업인의 날 기념 ‘2012 전국농어업인 두레풍물경연대회’ (공주 영명중학교 대강당)
- 2012.11.10 국악방송, TV조선 공동제작 국악樂락 방송 (총 12회)
- 2012 11.22~24 2012 서울젊은국악축제 ‘젊음, 열정을 품고 세상을 날다’ 공연 (서울노원문화예술회관 대공연장)
- 2012 11.26 국악방송 After 수능 Concert!! 납득 가능한 삼연타! 국악 Party 공연 (노원문화예술회관)
- 2012 11.28 명인 명창 100 특별공연 ‘소리의 힘’ (포항시 대잠홀)
- 2012 11.29 국악방송 After 수능 Concert!! 납득 가능한 삼연타! 국악 Party 공연 (김포시민회관)
- 2012 11.30 <행복한문학> 4주년 특집 ‘행복한 문학, 시를 노래하다’ 공개방송 (신도림 디큐브 아트센터 스페이스 신도림)
- 2012 12.05 조계원 총무원, 제20회 불교언론문화상, 라디오부문 우수상 (2012 석가탄신일 특집방송 '천년소리 풍경')
- 2012 12.06 국악방송 After 수능 Concert! 납득가능한 삼연타! 국악 Party공연(디큐브 아트센터)
- 2012 12.07 국악방송 HD 영상 중계차 도입 2012 국악방송 송년음악회 ‘소리笑문’ 공연 및 인터넷 생중계 (국립국악원 예악당)
- 2012 12.11 2012 국악방송 송년음악회 ‘소리笑문’ 공연 (국립부산국악원 연악당)
- 2012 12.12 (사)한국방송비평회, 2012 한국방송비평상, 방송비평상 라디오 부문 (행복한문학)
- 2012 12.14 강릉 국악방송 개국 강릉 국악방송 개국기념식 및 기념 공연 ‘강릉, 국악을 품다’, 인터넷 생중계 (강릉 단오 문화관)
- 2012 12.15 강릉 국악방송 개국기념 어린이 음악회 ‘빛나라! 샛별 명인명창!’ (season3) (강릉 단오 문화관)
- 2012 12.16 강릉 국악방송 개국기념 국악방송 특강 ‘역사와 문화로 돌아보는 新관동팔경’ (작은 공연장 단)
- 2012 12.30 대구 국악방송 개국 대구 국악방송 개국기념식 및 음악회 ‘대구, 국악을 품다’, 인터넷 생중계 (대구문화예술회관 팔공홀)
- 2013 03.02 한류의 진원지로서 '한국문화 중심채널'로 국악방송 비전 공표
- 2013 03.03 국악방송의 상징성과 정체성을 살리기 위해 생체음향학적 특성을 적용한 한국 악기인 '징소리'로 시보톤을 변경
- 2013 03 [한국PD연합회 주관 155회 ‘이달의 PD상', '이달의 좋은 프로그램상'수상] 특집다큐멘터리 “자이니치, 공존의 아리랑”
- 2013 03.30 경주 포항 국악방송 개국 3주년 특집 공개방송 "국악이 좋아요! 경주,포항이 들썩들썩!!"
- 2013 04.03 ’한국 전통음악 음반 3종, 프랑스 월드뮤직상’수상 기념 특집방송
- 2013 04.11 정기정파(계획정파)
- 2013 04 국악방송 영문이니셜 ‘GBF’선정 및 상표등록, 새 CI 지정
- 2013 04.22 봄프로그램 개편
- 2013 04.30 [국악방송 개국 12주년 기념 신민요 특집] “모던민요, 봄날을 노래하다”
- 2013 05.17 [불기 2557년 부처님 오신 날 특집] “부모은중경, 어버이 살아 실제...”
- 2013 06.07 채치성 국악방송 사장 취임
- 2013 09.28 국악은 내친구 가을특집 공개방송 [우리음악 샘 솟아라. 퐁!퐁!퐁!] (한국문화의 집 KOUS)
- 2013 10.02 21C 한국음악프로젝트 본선대회 및 인터넷 생중계
- 2013 10.06 LA 한인축제 40주년 기념 특집 공개방송 "풍류한류"
- 2013 10.14 가을프로그램 개편
- 2013 10.19 제7회 전국농업인 두레풍물경연대회
- 2013 10.25 전주국악방송 개국2주년 기념 기획공연 일세지웅(一世之雄)
- 2013 11.08 부산국악방송 개국2주년 기념공연 "오래된 미래"
- 2013 11.14 아리랑 유네스코 인류무형유산 등재기념 공개방송 판 아리랑
- 2013 11.19 강릉국악방송 개국1주년 기념공연 "전통예술 가무악의 정원을 거닐며"
- 2013 12.13 국악방송 송년음악회 "동짓달 긴긴밤, 굿판으로 놀아보세"
- 2013 12.15 대구국악방송 개국1주년 기념공연 "국악 달구벌에 깃들다"
- 2013 12.20 국악방송 UCC공모전 '업로드 국악 - 시즌3' 시상식
- 2014 02.26 국악방송 개국 13주년 기념 「 아리랑 대한민국 」
- 2014 03.24 봄프로그램 개편
- 2014 03.26 광주국악방송 개국 / 광주국악방송 개국기념공연 “빛고을 무등의 국악이여!”
- 2014 05.22 전통문화 특강 위로와 치유의 텍스트 '삼국유사'(~ 6월 26일, 주1회)
- 2014 05.28 전통시장 국악콘서트 '악장' 전북 남원(~ 11월 1일, 월 1회 총 6회 진행)
- 2014 08.11 호남권(전남, 전북) 방송 서비스 변경(일부시간 호남권 로컬프로그램 송출)
- 2014 08.17 21C 한국음악프로젝트 본선대회
- 2014 10.20 가을 프로그램 개편
- 2014 10.20 국악방송 홈페이지, 모바일 홈페이지 개편
- 2014 11.17 공공부문 온실가스 감축 실적 우수 기관 선정 (기준배출량 1,000톤 미만인 기관 중 1위)
- 2014 12.30 국악방송 추천 아이들 노래 11집 [꼬리에 꼬리를 무는 만 냥짜리 이야기] 음반 제작발표회
- 2015 01.27 국악방송이 만든 디지털 우리 악기 교과서 "우리악기 톺아보기" 제작
- 2015 03.03 국악방송 개국14주년 기념공연 "열창! 판소리"
- 2015 03.09 봄프로그램 개편
- 2015 03.15 광주국악방송 개국1주년 기념공연 "열창! 판소리"
- 2015 04.09~11 국악방송 "Imagine your Korea" 북경 행사 참여
- 2015 04.20 2015 국악방송 장애인의 날 특집 “보이지 않는 소리꾼, 조동문이 사는 세상...”
- 2015 04.25 국악과 지식이 행복한 문화 나들이 국악지식콘서트 "동행" (~10월, 월 1회 총 6회 진행)
- 2015 04.29 광주국악방송, 빛의숲에서 즐기는 "내일로 가는 우리음악"공개방송
- 2015 05.25 국악방송 음향다큐멘터리 "인연사, 모두가 음악이라네"
- 2015 05.30 제2회 국악방송 사장배 "전국 국악동호인 기악경연대회"
- 2015 08.13~14 한중연(韓中緣)문화축제 "아름다운 인연" 청해 행사 참여
- 2015 08.15 광복70주년 국악방송 특집다큐멘터리 “해방 공간의 국악”
- 2015 08 국악방송 특별기획 한류 영상 다큐멘터리 "세기의 기행 판소리의 맛과 멋" 5부작
- 2015 09.15 21C 한국음악프로젝트 본선대회 및 인터넷 생중계
- 2015 10.02 한국PD연합회 186회 라디오 부문 이달의PD상 수상 (광복 70주년 특집다큐멘터리 2부작 ‘해방공간의 국악’)
- 2015 10.05 가을프로그램 개편
- 2015 10.05~30 국악방송 라디오드라마「 백탑서생 [白塔書生] 」 방송
- 2015 10.09 꿈꾸는 아리랑 공개방송 "다함께 아리랑"
- 2015 10.10 파주북소리와 함께하는 국악방송 <책이 좋은 밤> 특집 공개방송
- 2015 10.11 전주국악방송 개국4주년 기념 <나도야 소리꾼> 특집 공개방송
- 2015 11.06 우리 국악방송 악기 교과서 해금,중국어 버젼이 추가 "우리악기 톺아보기"
- 2015 11.16~12.25  라디오드라마‘설야’(雪野)
- 2015 11.17 순국선열의 날 76주년 기념 특집 다큐멘터리 2부작 "국악, 저항의 노래"
- 2015 11.26 방송통신심의위원회, '이 달의 좋은 프로그램' 수상 ("세기의 기행 판소리의 맛과 멋")
- 2015 11.26 국악방송 휴먼다큐멘터리 2부작 「옮겨 심은 국악나무」
- 2015 12.08 국악방송 송년음악회 "감동! 판소리"
- 2015 12.13 부산국악방송 개국4주년 기념공연 "감동! 판소리"
- 2015 12.15 광주국악방송 송년음악회 내일로 가는 우리음악
- 2015 12.17 전주국악방송 4주년 기념 온고을 상사디야 송년 공개방송 "송년풍류"
- 2015 12.26 한일 국교정상화 50주년 기념 다큐멘터리 -이산 저산 꽃이 피니-
- 2015 12.29 제주국악방송 개국
- 2015 12.29 제주국악방송 개국 축하음악회 「 우리국악 넘실 넘실 」
- 2016 03.02 국악방송 개국 15주년
- 2016 03.28~06.30 국악방송 개국15주년 기념 사진공모전 "국악이 있는 곳에"
- 2016 03.31 국악방송 개국15주년 기념음악회 "기적의 아리랑"
- 2016 07.22 송혜진 국악방송사장 취임
- 2016 08.12 제10회 21C 한국음악프로젝트 본선
- 2016 08.13 21C한국음악프로젝트 10주년 홈커밍콘서트 "청춘국악"
- 2016 10.01 파주북소리와 함께하는 국악방송 <책이 좋은 밤> 특집 공개방송
- 2016 10.10 가을프로그램 개편
- 2016 11.08 부산국악방송 개국5주년 기념공연 "낭만국악"
- 2016 11.16 '우리악기 톺아보기' 국민통합 우수 문화콘텐츠로 선정
- 2016 12.07 대전 시민과 함께하는 국악방송 개국 확정 기념공연 "한밭,국악으로 물들다"
- 2016 12.13~15 원일의 여시아문 특집 공개방송 "쌩쌩 음악"
- 2016 12.13~15 국악방송 공개홀 프리오픈 공개방송 '바투의 상사디야' <36.5>
- 2016 12.16~22 국악방송 공개홀 프리오픈 공개방송 '솔바람물소리' <산조정담散調情談>
- 2016 12.16 광주국악방송 주홍의 무돌길산책 음악회 <도란도란 풍류방>
- 2016 12.18 광주국악방송 송년특집 공개방송 "청춘,내일로 이끌다"
- 2016 12.23 광주국악방송 송년음악회 "아주 특별한 시간"
- 2016 12.30 국악방송 송년음악회 "내 곁에 우리 곁에"
- 2016 12.30 광주국악방송 빛고을 상사디야 연말특집 라디오 창극 <늙은 소년들의 왕국>
- 2016 12.30 국악방송 국민안전처 장관 표창
- 2017 02.13 한국PD연합회 202회 라디오 부문 이달의PD상 수상 (호남의 사계-남도풍물기행)
- 2017 03.27~31 국악방송 공개홀 개관기념 특별공개방송 "명인,백년"
- 2017 05.15 광주국악방송 봄 개편
- 2017 05.23 대전국악방송 개국기념 특별좌담 <국악방송에 바란다>
- 2017 05.30 <국악방송 가정의 달 특집 공개방송> 오정해가 전하는 엄마의 국악 달강달강
- 2017 06.01 2017 제11회 21C 한국음악프로젝트 1차예선
- 2017 06.02 광주국악방송 개국3주년 기념음악회 "행복한 초대"
- 2017 06.13~14 제10회 제주 해비치 아트 페스티벌 현장 특별 생방송 [콘텐츠의 시대-예술가로 사는 법]
- 2017 07.05 2017 제11회 21C 한국음악프로젝트 2차예선
- 2017 07.14 대전국악방송 개국, 개국기념공연 "한밭,비나리"
- 2017 07.31 한국PD연합회 208회 라디오 부문 이달의PD상 수상 (아리랑 만들기 ‘어느 슈퍼맨의 아리랑’)
- 2017 08.07~ 고전의 숨결(매달 첫 번째 월요일)
- 2017 08.26 제11회 21C 한국음악프로젝트 본선
- 2017 09.02 광주국악방송 남도마실 공개방송 - 풍류로 떠나는 '가을마실'
- 2017 09.14~11.23 국악방송,콘서트오늘(매주 목요일)
- 2017 09.16 광주국악방송 무돌길산책과 함께 하는 고봉문화제 서원가을음악회 "고봉다움, 고봉다음"
- 2017 09.20~22 2017 전주세계소리축제 특집방송 ‘소리의 울림, 세계를 넘어’
- 2017 09.23 2017 전주국악방송과 전주세계소리축제가 함께 하는 “나도야 소리꾼”
- 2017 10.03~05 추석특집방송 [구술프로젝트, 남기고 싶은 이야기]
- 2017 10.13 광주국악방송 무돌길산책 공개음악회 '나희덕 시인과 함께 하는 도란도란 풍류방’
- 2017 10.16 국악방송 '남도마실' 두 번째 공개방송 강상풍월
- 2017 10.23 가을프로그램 개편
- 2017 10.24~12.12 국악방송,콘서트오늘(매주 화요일)
- 2017 11.01,08,15 바투의 상사디야 1주년 특집 [청취자 소리꾼 경연대회-나도 명창이다]
- 2017 11.03 '놀이와 함께하는 가을음악회' 오정해가 전하는 엄마의 국악 달강달강 공개방송
- 2017 11.14 충청풍류 다이어리 100회 특집 공개방송 [가을일기]
- 2017 11.16 울산시민과 함께하는 국악방송 공개음악회 "좋아海, 사랑海"
- 2017 11.17 부산국악방송 개국 6주년 기념공연 "좋아海, 사랑海"
- 2017 11.19 대전국악방송 금강길 굽이굽이 공개방송 [신도시, 역사와 음악을 품다]
- 2017 11.20 세계의 전통음악 공개방송 "아시아 전통음악 여행"
- 2017 11.25 황윤기의 세계음악여행 공개방송“길 그리고 음악”
- 2017 11.29 원일의 여시아문 공개방송 “들려오는 것들”
- 2017 11.29 무돌길산책 공개음악회 “신형철 포엠콘서트 시, 재즈로 읽다”
- 2017 12.02 이금희와 함께 음악의 숲을 송년특집 공개방송 “Old & Wise”
- 2017 12.03 전주국악방송 온고을 상사디야 공개방송 “산조기행”
- 2017 12.06~08 예술가의 백스테이지 공개방송 동창회 시즌2 ‘잠을 잊은 그대에게...’
- 2017 12.08 '이야기가 있는 송년음악회' 오정해가 전하는 엄마의 국악 달강달강 공개방송
- 2017 12.15 광주 국악방송 무돌길산책 공개음악회 “도란도란풍류방”
- 2017 12.21 남도마실 네번째 공개방송 “소리 복, 웃음 복 - 소복소복”
- 2018 01.01~ 2018 연중 캠페인 당신을 응원합니다. "잘한다,얼씨구!"
- 2018 01.25 다큐멘터리 '기생: 꽃의 고백' 개봉
- 2018 02.05 214회 라디오 부문 이달의PD상 수상 Interview-Sic 다큐멘터리 '들려오는 것들'
- 2018 03.02 국악방송 17주년 개국 기념 'GMV 프로젝트' 공개
- 2018 03.14 제30회 한국PD대상 실험정신상 라디오 부문 수상 Interview-Sic 다큐멘터리 '들려오는 것들'
- 2019 12.27 국악방송TV 개국
- 2019 12.27 kt올레tv 론칭 (ch.251번)
- 2020 06.18 lg유플러스tv 론칭 (ch.240번)
- 2020 07.01 lg헬로비전tv 론칭 (ch.273번)

## 조직

### 사장
- 이사회
- 감사
- 심의감사부

### 방송본부
- 경영기획부
- 라디오제작부
- TV제작부
- 방송기술부
- 방송인프라부
- 미디어사업부
- 광주방송국
- 대전방송국

## 방송 송출 시설망
| 방송국       | 송신소          | 주파수     | 출력 | 송신소 위치                                   | 호출부호 | 방송구역&비고 |
| ------------ | --------------- | ---------- | ---- | --------------------------------------------- | -------- | --- |
| Gugak FM     | 남산 송신소     | FM 99.1㎒  | 5㎾  | 서울 용산구 남산공원길 126                    | HLQA-FM  | |
| Gugak FM     | 괘방산 송신소   | FM 103.3㎒ | 1㎾  | 강원 강릉시 강동면 정동진리 산19-1            | HLQA-FM  | [ 3 ] |
| Gugak FM     | 미륵산 송신소   | FM 95.3㎒  | 1㎾  | 전북 익산시 삼기면 연동리 산69-2              | HLQA-FM  | 전주시 일원, 익산시 일부, 군산시 일부, 김제시 일부, 남원시 일부, 정읍시 일부, 순창군 일부, 고창군 일부, 무주군 일부, 부안군 일부, 완주군 일부, 임실군 일부, 장수군 일부, 진안군 일부                                                                      |
| Gugak FM     | 교룡산 중계소   | FM 95.9㎒  | 1㎾  | 전북 남원시 산곡동 산25-1                     | HLQA-FM  | 남원시 일원, 순창군 일부 |
| Gugak FM     | 대둔산 송신소   | FM 94.7㎒  | 500W | 전남 해남군 현산면 황산리 산1-16              | HLQA-FM  | 목포시 일원, 해남군 일부, 장흥군 일부, 강진군 일부, 영암군 일부, 무안군 일부, 함평군 일부, 완도군 일부, 진도군 일부, 신안군 일부, 나주시 일부, 담양군 일부, 곡성군 일부, 구례군 일부, 보성군 일부, 화순군 일부, 영광군 일부, 장성군 일부                  |
| Gugak FM     | 앞산 송신소     | FM 107.5㎒ | 1㎾  | 대구 남구 대명9동 산227-1                     | HLQA-FM  | [ 4 ] |
| Gugak FM     | 도음산 송신소   | FM 107.9㎒ | 1㎾  | 경북 포항시 북구 흥해읍 대련리 1104-1         | HLQA-FM  | |
| Gugak FM     | 황령산 송신소   | FM 98.5㎒  | 1㎾  | 부산 연제구 연산동 2039-1                     | HLQA-FM  | |
| Gugak FM     | 견월악 송신소   | FM 91.3㎒  | 0.5W | 제주 제주시 봉개동 산78-1                     | HLQA-FM  | [ 5 ] |
| Gugak FM     | 삼매봉 중계소   | FM 106.9㎒ | 0.5W | 제주 서귀포시 서홍동 822-1                    | HLQA-FM  | [ 6 ] |
| 대전국악방송 | 대전 송신소     | FM 90.5㎒  | 1㎾  | 대전 동구 효동 122-1                          | HLEK-FM  | [ 7 ] |
| 대전국악방송 | 충주남산 중계소 | FM 101.7㎒ | 300W | 충북 충주시 목벌동 산58-3                     | HLEK-FM  | [ 8 ] |
| 대전국악방송 | 영동 중계소     | FM 99.3㎒  | 100W | 충북 영동군 영동읍 주곡리 산32-3              | HLEK-FM  | [ 8 ] |
| 대전국악방송 | 용두산 중계소   | FM 90.1㎒  | 600W | 충북 제천시 신월동 산39-30                    | HLEK-FM  | |
| 대전국악방송 | 청주 중계소     | FM 107.5㎒ | 1㎾  | 충북 청주시 서원구 성화동 456 KBS청주방송총국 | HLEK-FM  | |
| 광주국악방송 | 무등산 송신소   | FM 99.3㎒  | 1㎾  | 광주 동구 운림동산 132-4                      | HLEG-FM  | 광주광역시 전지역 목포시 일부, 해남군 일부, 구례군 일부, 보성군 일부 나주시 일부, 담양군 일부, 곡성군 일부, 화순군 일부, 장흥군 일부, 강진군 일부, 영암군 일부, 무안군 일부, 함평군 일부, 영광군 일부, 장성군 일부, 완도군 일부, 진도군 일부, 신안군 일부 |

### 로고송
- 정겨운 노래가 들려요 흥겨운 장단에 춤춰요 당신의 미소가 번져요 사랑해요 국악방송[9]
- 어화둥둥 내 사랑 둥기둥 두덕 둥기둥 두덕 어화둥둥 내 사랑 사랑해요 국악방송[10]
- 음~ 랄라라 라라라~ 랄라라 라라라~ 랄라라라라 랄랄라 국악방송 사랑해~ 국악방송 사랑해~[11]

## 방송
- 매일 02:00 ~ 05:00 흐르는 음악처럼 [광주]
- 매일 05:00 ~ 07:00 김성필의 솔바람 물소리 [대전]
- 매일 07:00 ~ 09:00 이한철의 창호에 드린 햇살
- 매일 09:00 ~ 10:30(본) 00:00 ~ 01:30(재) 송지원의 국악산책
- 매일 10:30 ~ 11:00(본), 19:30 ~ 20:00, 01:30 ~ 02:00(재) 양준모의 당신을 위한 노래
- 월~금요일 11:00 ~ 12:00 한석준의 문화시대
- 토~일요일 11:00 ~ 12:00(본), 22:00 ~ 23:00(재) 은영선의 함께 걷는 길
- 매일 12:00 ~ 14:00 이진영의 음악이 흐르는 마루 [전주]
- 월~금요일 14:00 ~ 16:00 바투의 상사디야
- 토~일요일 14:00 ~ 16:00 권미희,강길원의 온고을 상사디야
- 월~금요일 16:00 ~ 18:00 황민왕의 노래가 좋다
- 토~일요일 16:00 ~ 18:00 풍류가 좋다
- 매일 18:00 ~ 19:30 김보미의 맛있는 라디오
- 월~목요일 20:00 ~ 21:30 송현민의 FM국악당
- 매일 21:00 ~ 22:00 황인찬의 글과 음악의 온도
- 월~금요일 22:00 ~ 00:00 이세준의 음악이 좋은 밤
- 토~일요일 23:00 ~ 24:00 앙코르 고전, 지혜로 만나는 세계

## 같이 보기
- Gugak TV

## 참조
1. ↑  정보통신부고시 제2000-4호, 2000년 1월 18일.
2. ↑  정보통신부고시 제2000-4호, 2000년 1월 18일.
3. ↑  강릉에 도내 첫 국악FM방송 개설 허가
4. ↑  국악방송, 대구(107.5㎒) 국악FM방송 개국
5. ↑  제주국악방송(북제주) 방송 시스템 설치 사업
6. ↑  제주국악방송(삼매봉) 방송 시스템 설치 사업
7. ↑  “제안요청서-대전국악방송 방송시스템 설치(최종)”. 2022년 12월 10일에 원본 문서에서 보존된 문서. 2017년 3월 1일에 확인함.
8. 1 2  제안요청서-충북 충주 및 영동보조국 방송시설 설치공사
9. ↑  “#”. 2016년 9월 27일에 원본 문서에서 보존된 문서. 2020년 6월 17일에 확인함.
10. ↑  # 보관됨 2016-09-27 - 웨이백 머신# 보관됨 2016-09-27 - 웨이백 머신
11. ↑  “#”. 2016년 9월 27일에 원본 문서에서 보존된 문서. 2020년 6월 17일에 확인함.